# 洪正
洪 正（こう せい、1991年8月5日 - ）は、台湾高雄市出身の政治家（台湾基進）。

## 経歴
2014年3月、ひまわり学生運動に参加する。には台湾基進に入党し。
2018年3月、市議会議員選挙に投票するために基進党から指名第6区（鼓山区、鹽埕区、旗津区）より市議会議員選挙に出馬。最終的に定数4を争う市議選では得票が第6位の7,022票で落選し、洪を含め高雄市議選では基進は全滅だった。
2019年9月2日、元の戸籍は高雄市にありました。第十回中華民国立法委員選挙に向けて金門県選挙区の選挙に参加するため、金門県政府の金寧郷家政局に行きました。高雄市の旧戸籍は金門県に移管されました。

## 日本との関連
2018年5月、洪正対陳嘉伶と陳信諭代表台湾基進に日本の東京都中国の政治圧力に屈した国際オリンピック委員会のため、「チャイニーズタイペイ」の名でしかオリンピックに参加できない「台湾」について説教する。